# ويليام أوستين (سياسي)
ويليام أوستين (بالإنجليزية: William Austin)‏ هو كاتب ومحامي وسياسي أمريكي، ولد في 2 مارس 1778 في لانينبورغ في الولايات المتحدة، وتوفي في 27 يونيو 1841 في الولايات المتحدة. انتخب عضو مجلس نواب ماساتشوستس.